# Chu thư Sa Pa
Chu thư Sapa (danh pháp: Peristylus chapaensis) là một loài thực vật có hoa trong họ Lan. Loài này được (Gagnep.) Seidenf. mô tả khoa học đầu tiên năm 1977.